# Лутаєва Валентина Іванівна
Валентина Іванівна Лутаєва (при народженні Берзіна, 18 червня 1956, Запоріжжя — 12 січня 2023) — українська гандболістка, воротар, олімпійська чемпіонка.

## Ігрова кар'єра
Виступала за ЗІІ «Мотор», Закінчила Запорізький індустріальний інститут. Виступала у запорізьких ЗІІ (1973—1984) та «Моторі» (1986—1989). Також виступала за команди Вроцлава (Польща, 1989) і Братислави (1990).
Вихованка Леоніда Ратнера.
Олімпійську золоту медаль здобула на московській Олімпіаді в складі жіночої збірної СРСР з гандболу. На фінальному турнірі грала у всіх п'яти матчах. Бронзова призерка чемпіонату СРСР 1977.